# Marius van Beek
Marinus Johannes Maria van Beek (Utrecht, 9 januari 1921 – Nijmegen, 27 september 2003) was een Nederlandse schilder, beeldhouwer en kunstcriticus.

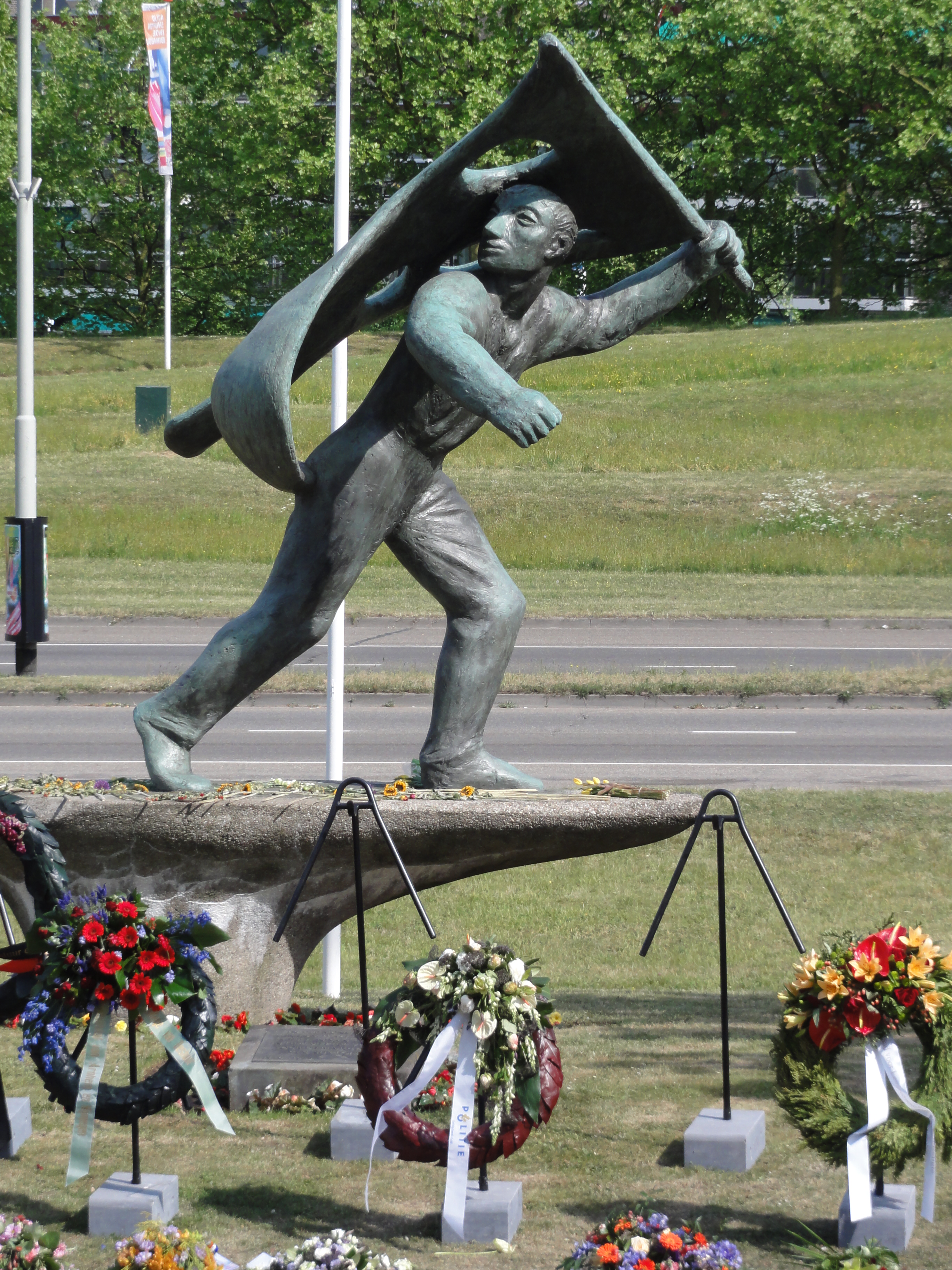
Jan van Hoofmonument, Nijmegen

## Leven en werk
Marinus van Beek werd in 1921 geboren in een katholiek gezin. Hij overleefde enkele kinderziektes. In de Tweede Wereldoorlog maakte hij deel uit van het gewapend verzet. Hij is enige tijd ondergedoken geweest bij beeldhouwer Pieter d'Hont in Utrecht, die zijn leermeester werd. Sinds 1959 woonde hij in Oosterbeek bij Arnhem. Hij maakte diverse studiereizen, onder andere naar Italië (1950 - Rome en Sicilië), Spanje (1951), Egypte (1963), Soedan (1963) en Nubië. Ook bezocht hij in 1976 de Dogoncultuur in Mali en bestudeerde hij in 1979 de architectuur van de Inca's in Peru. Sporen van deze reizen zijn in zijn werk terug te vinden.
In 1945 werd hij redacteur van het katholieke dagblad De Tijd, maar naast het journalistieke werk volgde hij beeldhouwlessen aan de Rijksakademie van beeldende kunsten in Amsterdam bij Jan Bronner en Piet Esser. In 1967 werd hij docent beeldhouwen aan de Koninklijke Academie voor Kunst en Vormgeving in 's-Hertogenbosch, en docent kunstkritiek aan de School voor Journalistiek in Utrecht.
Van Beek begon als klassiek beeldhouwer te werken in klei, brons en steen. Als verzetsstrijder keerde het thema 'verzet'  regelmatig terug in zijn werk. Andere thema's waren het katholicisme en de klassieke oudheid. Later werd dat uitgebreid met andere onderwerpen en ook materialen als hout, jute, albast en ijzer kwamen er aan te pas.
In 2024 bleek dat museum Beelden aan Zee het kunstwerk Het doel van Santiago de Chile (1974) van Van Beek terug wilde geven aan de Stichting Marius van Beek. Het kunstwerk was in 2007 in bruikleen aan het museum gegeven. Het verbeeldde de talloze moorden in het voetbalstadion in Santiago de Chile na de staatsgreep in 1973.
Marinus van Beek was getrouwd met kunstenares Sacha Gerdes (1921-2002).

## Werken (selectie)
- 1954: Nijmegen: Jan van Hoofmonument, Keizer Traianusplein (brons)
- 1961 Zeddam Moeder en kind Huize Sydehem (Vroeger stond deze bij de Huishoudschool)
- 1964: Utrecht: François Villon, Achter de Dom (brons)
- 1966: Breda: Nachtbruid, Markendaalseweg bij Dok 64 (brons)
- 1968: Arnhem: Drie vrouwenfiguren, (brons)
- 1979: 's-Hertogenbosch: Europa laat zich niet ontvoeren, Parade (brons)
- 1980: Arnhem: Poort van de Zon, Immerloopark (graniet)
- 1983: Amsterdam: Schip op helling (hardsteen met Beelenkamp en Tap)
- 1984: Amersfoort: Amers-voorde, Varkensmarkt (graniet)
- 1987: Lelystad: Zeespiegel, Agorabaan
- 1989: Horst: Levensvreugde, Schutroedeplein (brons)

## Fotogalerij

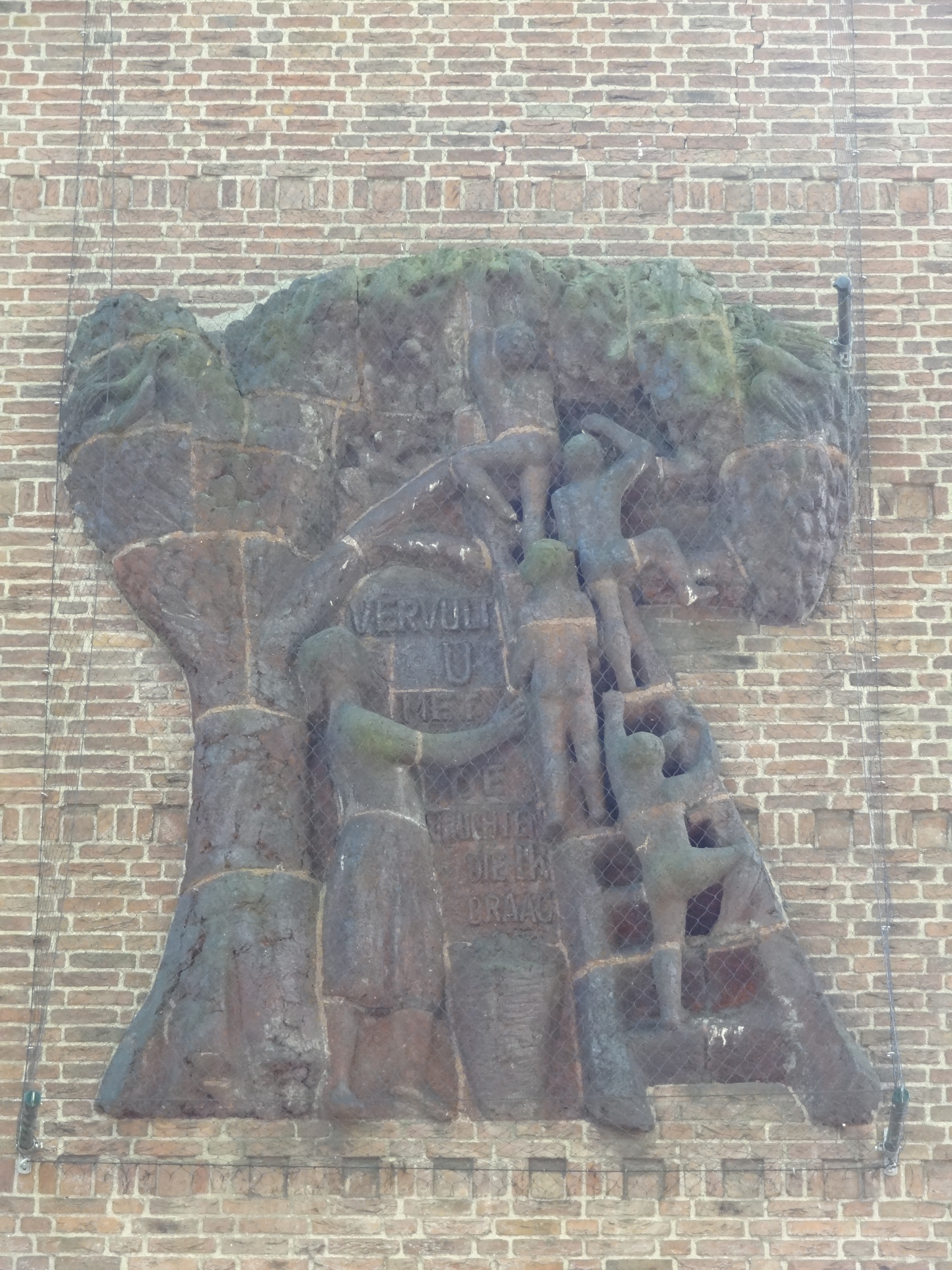
Reliëf (1956), Karel de Grote College, Nijmegen
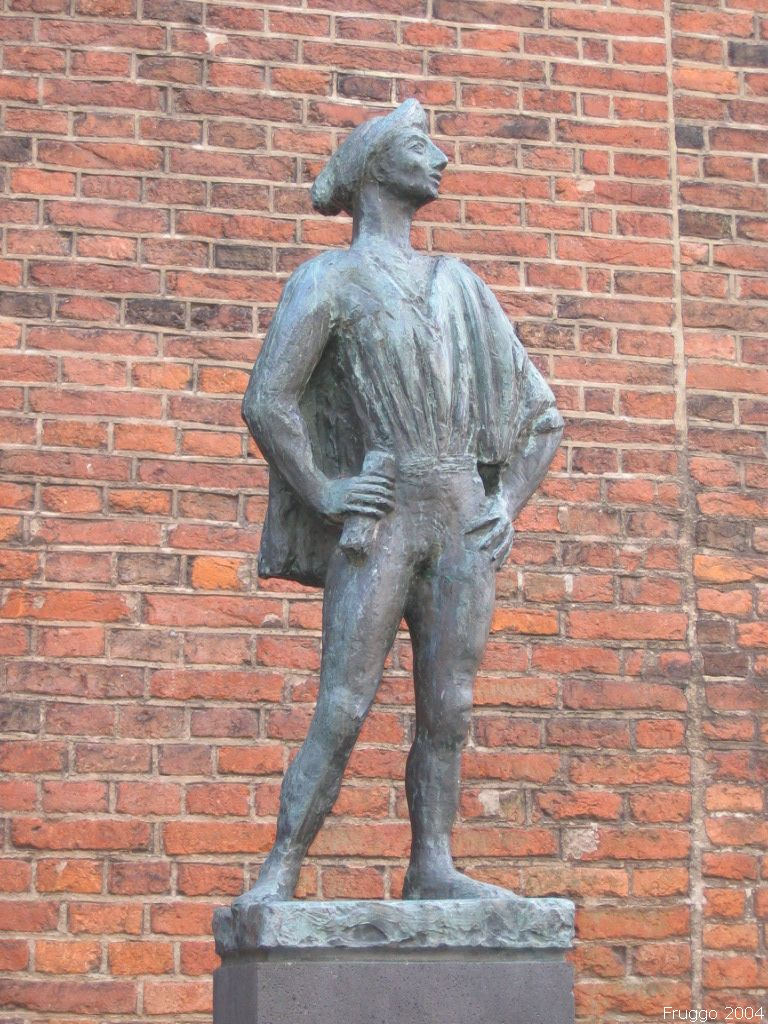
François Villon (1964), Utrecht
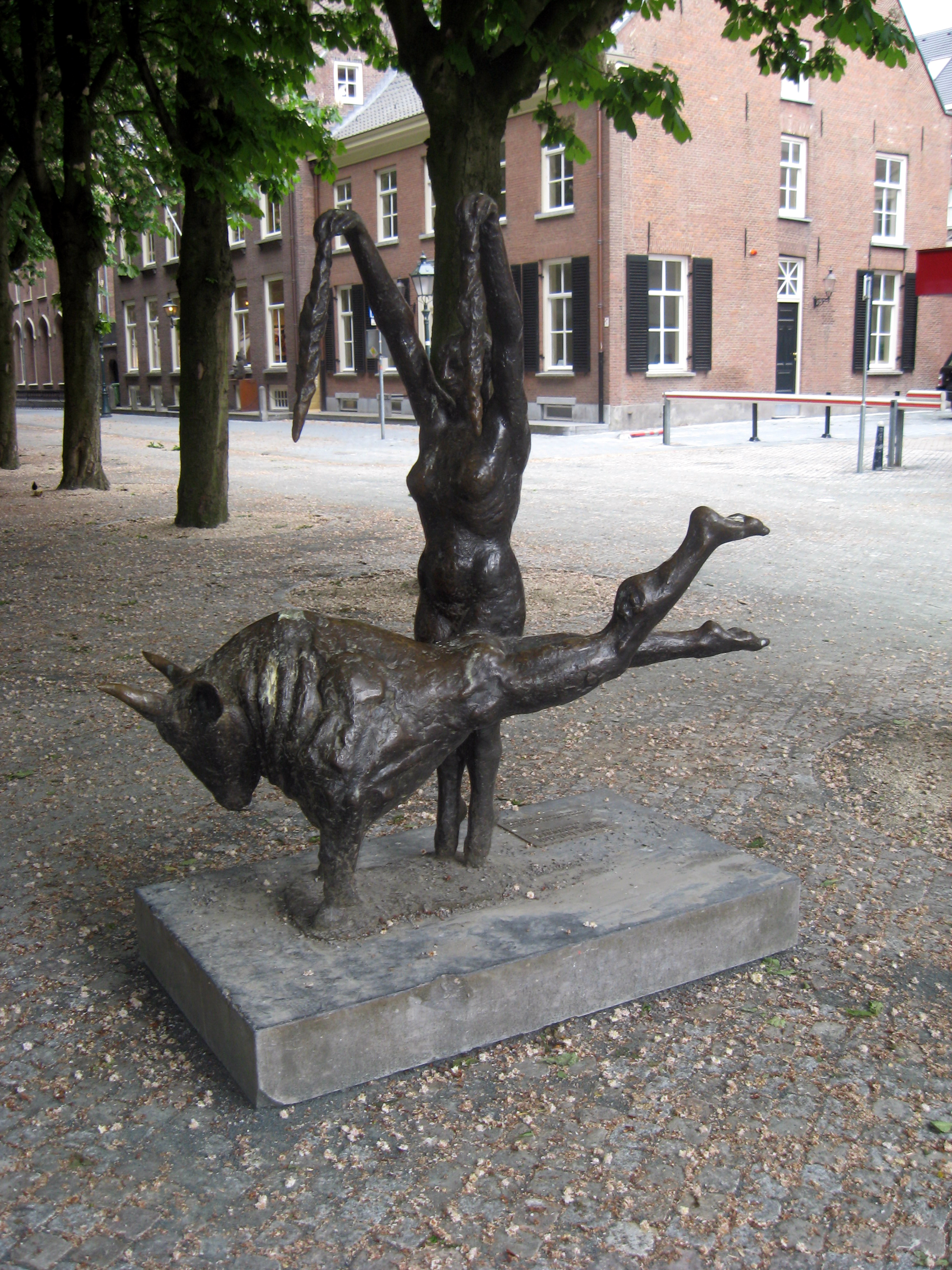
Europa laat zich niet ontvoeren (1979), 's-Hertogenbosch
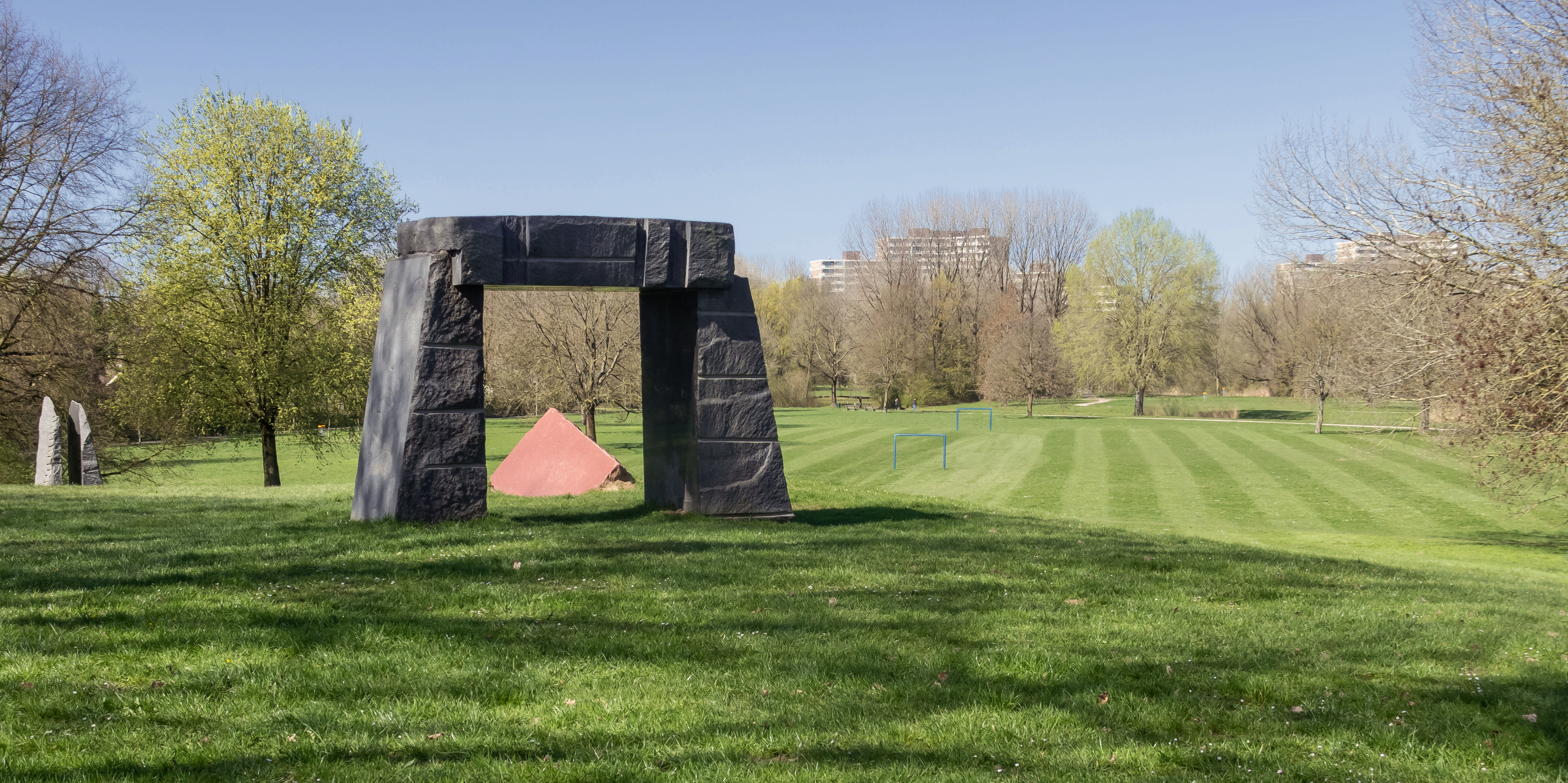
Poort van de Zon (1980), Arnhem
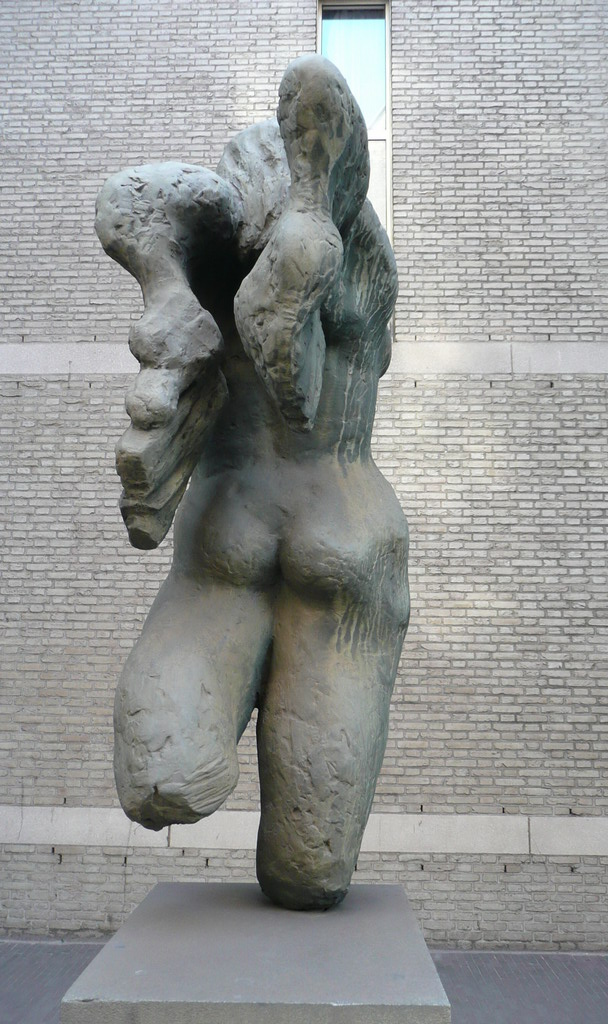
Nike (1983), Den Haag
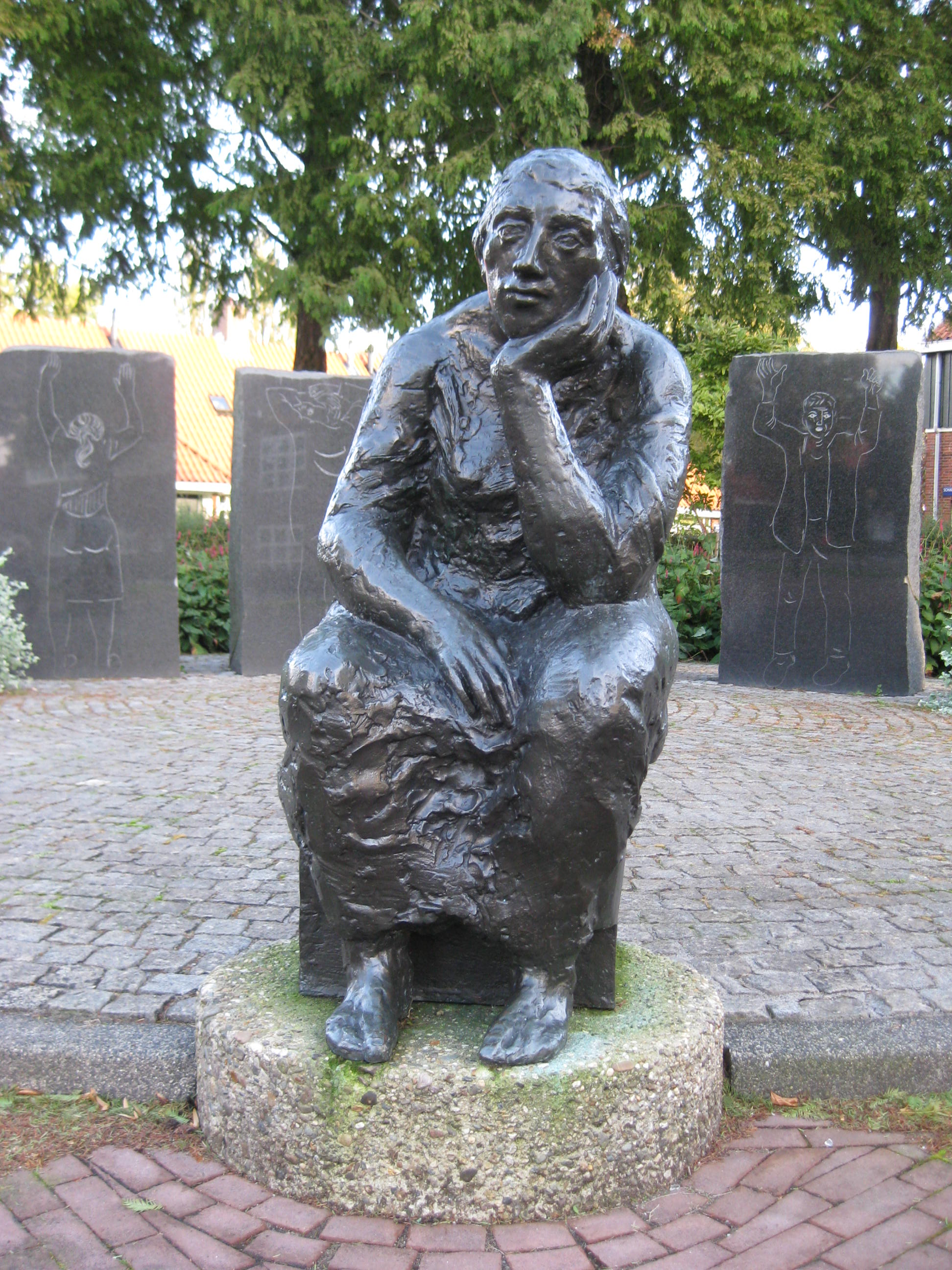
Bezinningsmonument Nieuwendam (1983), Amsterdam
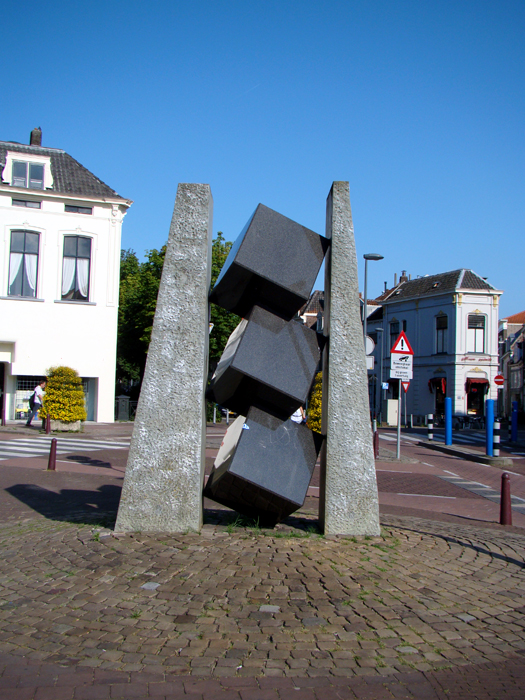
Samenspanning van elementen (1990), Zutphen
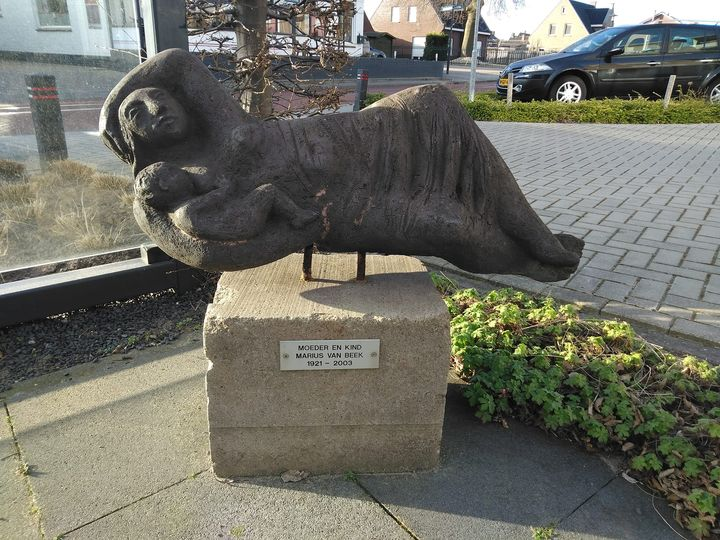
Zeddam (Moeder en kind) Anno 1961

## Verdere literatuur
- De Vogel, een onderzoek naar de staat van de beelden van Marius van Beek in de openbare ruimte. Sandra van Beek,  Amsterdam 2011